# Штадіон ФК «Сениця»
Штадіон ФК «Сениця» або  «ОМС Арена» (словац. Štadión FK Senica, OMS Arena) — футбольний стадіон у місті Сениця, Словаччина, домашня арена ФК «Сениця».
Стадіон побудований та відкритий 1962 року. У 1970, 2009, 2010 та 2012—2015 роках поетапно реконструйований. Встановлено потужність арени 5 070 глядачів, над 1 743 місцями з яких споруджено дах. 